# Station Gavà
Gavà is een station van de Rodalies Barcelona. Het is gelegen in de gemeente Gavà.

## Lijnen
| Eindbestemming                 | Vorig station | Lijn | Volgend station | Eindbestemming    |
| ------------------------------ | ------------- | ---- | --------------- | ----------------- |
| Castelldefels                  | Castelldefels |      | Viladecans      | Maçanet-Massanes  |
| Station Sant Vicenç de Calders | Castelldefels |      | Viladecans      | Granollers Centre |